# 조선명탐정: 흡혈괴마의 비밀
《조선명탐정: 흡혈괴마의 비밀》은 2018년에 개봉한 대한민국의 영화이다.

## 줄거리
기이한 불에 사람들이 타 죽는 미스터리한 사건이 계속된다. 명탐정 김민(김명민 분)과 파트너 서필(오달수 분)이 다시 뭉쳐 사건을 파헤치던 중 사건 현장에서 자꾸 의문의 여인과 마주치게 된다.
괴마의 출몰과 함께 시작된 연쇄 예고 살인 사건을 파헤치기 위해 명탐정 김민과 서필, 기억을 잃은 괴력의 여인이 함께 사건을 쫓기 시작하는데, 정체를 알 수 없는 남자 흑도포와 의문의 자객들이 세 사람의 수사를 방해하기 시작한다.

## 캐스팅
- 김명민 : 김민 역
- 오달수 : 한서필 역
- 김지원 : 월영 역
- 김범 : 천무 역
- 박근형 : 김신 역
- 우현 : 방씨 역
- 윤상훈 : 젊은 김신 역
- 장율 : 최재경 역
- 김정화 : 최재희 역
- 김우형 : 삿갓승 역
- 염동헌 : 서커스단장 역
- 정진각 : 좌의정 역
- 김종구 : 하일주 역
- 홍석빈 : 약방가쾌 역
- 오재미 : 갑돌이 역
- 배용근 : 사또 역
- 조재룡 : 이방 역
- 유승권 : 홍태문 역
- 김상일 : 송필근 역
- 민성주 : 하병은 역
- 이재흥 : 최일규 역
- 이소희 : 언년엄마 역
- 박건민 : 단장아들 역
- 강덕중 : 내시 역
- 김한수 : 정인율하인 역
- 백소미 : 시전 아낙 1 역
- 김미란 : 시전 아낙 2 역
- 임영준 : 박수무당 역
- 김태호 : 관원 역
- 김탁호 : 천무검계 1 역
- 임효우 : 천무검계 2 역
- 오형근 : 천무검계 3 역
- 전현우 : 천무검계 4 역
- 류현상 : 관아포졸 1 역
- 전건익 : 관아포졸 2 역
- 송치훈 : 눈뜬시체 역
- 호만 : 양인흡혈귀 역
- 김강후 : 세손 역
- 권지율 : 언년이 역
- 진한결 : 하병은아들 역
- 김건 : 서커스아이 역
- 장로이 : 서커스아이 역
- 우지연 : 어린 김민 역
- 김윤호 : 검계무리 역
- 고병진 : 검계무리 역
- 곽길한 : 검계무리 역
- 정지원 : 검계무리 역
- 백우궁 : 검계무리 역
- 이대현 : 검계무리 역
- 이재웅 : 검계무리 역
- 정일원 : 망나니 역
- 배주휘 : 서커스악단 역
- 최광진 : 서커스악단 역
- 박재성 : 서커스악단 역
- 신진수 : 서커스악단 역
- 고유동 : 서커스악단 역
- 남정연 : 서커스악단 역
- 김양균 : 좀비 역
- 박희경 : 좀비 역
- 이바른이 : 좀비 역
- 최낙권 : 좀비 역
- 김태윤 : 좀비 역
- 서지은 : 좀비 역
- 장유화 : 좀비 역
- 김태희 : 좀비 역
- 김현룡 : 좀비 역
- 송훈 : 좀비 역
- 장재화 : 좀비 역
- 한성희 : 좀비 역
- 박형우 : 좀비 역
- 윤상돈 : 좀비 역
- 조한준 : 좀비 역
- 황보권 : 좀비 역
- 이형창 : 궁중악사 역
- 김영우 : 궁중악사 역
- 김상원 : 궁중악사 역
- 최예환 : 궁중악사 역
- 이석종 : 궁중악사 역
- 한결후 : 궁중악사 역
- 박동석 : 궁중악사 역
- 노영래 : 궁중악사 역
- 김건태 : 궁중악사 역
- 유준원 : 궁중악사 역
- 소재훈 : 궁중악사 역
- 김영진 : 궁중악사 역
- 구효진 : 궁중무희 역
- 천소희 : 궁중무희 역
- 이정민 : 궁중무희 역
- 백승진 : 궁중무희 역
- 강다영 : 궁중무희 역
- 박지현 : 궁중무희 역
- 김현주 : 궁중무희 역
- 최유진 : 궁중무희 역
- 지웅배 : 지킴이 역
- 이원희 : 검계 역
- 안내상 : 방효인 역 (우정출연)
- 남성진 : 왕 역 (우정출연)
- 현우 : 세자 역 (우정출연)
- 이민기 : 흑도포 / 정인율 역 (특별출연)

## 같이 보기
- 2018년 대한민국의 영화 목록